# Slatina (gmina Novo Goražde)
Slatina (cyr. Слатина) – wieś w Bośni i Hercegowinie, w Republice Serbskiej, w gminie Novo Goražde. W 2013 roku liczyła 351 mieszkańców.